# Zápas na Letních olympijských hrách 1960
Zápas na letních olympijských hrách 1960 svedl do bojů o medaile 324 zápasníků ze 46 zemí. Ti se utkali o 16 sad medailí v osmi váhových kategoriích ve volném stylu a v osmi v řecko-římském.

## Medailisté

### Volný styl
| Kategorie                | Zlato                                              | Stříbro                                    | Bronz                                    |
| ------------------------ | -------------------------------------------------- | ------------------------------------------ | ---------------------------------------- |
| Muší váha (52 kg)        | Ahmet Bilek · Turecko (TUR)                        | Masajuki Macubara · Japonsko (JPN)         | Ebráhím Sejfpur · Írán (IRI)             |
| Bantamová váha (57 kg)   | Terrence McCann · Spojené státy americké (USA)     | Neždet Zalev · Bulharsko (BUL)             | Tadeusz Trojanowski · Polsko (POL)       |
| Pérová váha (62 kg)      | Mustafa Dağıstanlı · Turecko (TUR)                 | Stančo Ivanov · Bulharsko (BUL)            | Vladimer Rubašvili · Sovětský svaz (URS) |
| Lehká váha (67 kg)       | Shelby Wilson · Spojené státy americké (USA)       | Volodymyr Synjavskyj · Sovětský svaz (URS) | Enjo Valčev · Bulharsko (BUL)            |
| Welterová váha (73 kg)   | Douglas Blubaugh · Spojené státy americké (USA)    | İsmail Ogan · Turecko (TUR)                | Muhammad Bašír · Pákistán (PAK)          |
| Střední váha (79 kg)     | Hasan Güngör · Turecko (TUR)                       | Giorgi Schirtladze · Sovětský svaz (URS)   | Hans Antonsson · Švédsko (SWE)           |
| Lehká těžká váha (87 kg) | İsmet Atlı · Turecko (TUR)                         | Golamrezá Tachtí · Írán (IRI)              | Anatolij Albul · Sovětský svaz (URS)     |
| Těžká váha (+87 kg)      | Wilfried Dietrich · Tým sjednoceného Německa (EUA) | Hamit Kaplan · Turecko (TUR)               | Saukuydz Dzarasov · Sovětský svaz (URS)  |

### Řecko-římský zápas
| Kategorie                | Zlato                                  | Stříbro                                              | Bronz                                      |
| ------------------------ | -------------------------------------- | ---------------------------------------------------- | ------------------------------------------ |
| Muší váha (52 kg)        | Dumitru Pârvulescu · Rumunsko (ROU)    | Osmán as-Sajjid · Egypt (EGY)                        | Mohammad Paziráí · Írán (IRI)              |
| Bantamová váha (57 kg)   | Oleg Karavajev · Sovětský svaz (URS)   | Ion Cernea · Rumunsko (ROU)                          | Dinko Petrov · Bulharsko (BUL)             |
| Pérová váha (62 kg)      | Müzahir Sille · Turecko (TUR)          | Imre Polyák · Maďarsko (HUN)                         | Konstantin Vyrupajev · Sovětský svaz (URS) |
| Lehká váha (67 kg)       | Avtandil Koridze · Sovětský svaz (URS) | Branislav Martinović · Jugoslávie (YUG)              | Gustav Freij · Švédsko (SWE)               |
| Welterová váha (73 kg)   | Mithat Bayrak · Turecko (TUR)          | Günter Maritschnigg · Tým sjednoceného Německa (EUA) | René Schiermeyer · Francie (FRA)           |
| Střední váha (79 kg)     | Dimitar Dobrev · Bulharsko (BUL)       | Lothar Metz · Tým sjednoceného Německa (EUA)         | Ion Țăranu · Rumunsko (ROU)                |
| Lehká těžká váha (87 kg) | Tevfik Kış · Turecko (TUR)             | Krali Bimbalov · Bulharsko (BUL)                     | Givi Kartozija · Sovětský svaz (URS)       |
| Těžká váha (+87 kg)      | Ivan Bogdan · Sovětský svaz (URS)      | Wilfried Dietrich · Tým sjednoceného Německa (EUA)   | Bohumil Kubát · Československo (TCH)       |

## Přehled medailí
| Pořadí | Země                           | Zlato | Stříbro | Bronz | Celkově |
| ------ | ------------------------------ | ----- | ------- | ----- | ------- |
| 1      | Turecko (TUR)                  | 7     | 2       | 0     | 9       |
| 2      | Sovětský svaz (URS)            | 3     | 2       | 5     | 10      |
| 3      | Spojené státy americké (USA)   | 3     | 0       | 0     | 3       |
| 4      | Bulharsko (BUL)                | 1     | 3       | 2     | 6       |
| 5      | Tým sjednoceného Německa (EUA) | 1     | 3       | 0     | 4       |
| 6      | Rumunsko (ROU)                 | 1     | 1       | 1     | 3       |
| 7      | Írán (IRI)                     | 0     | 1       | 2     | 3       |
| 8      | Egypt (EGY)                    | 0     | 1       | 0     | 1       |
| 8      | Japonsko (JPN)                 | 0     | 1       | 0     | 1       |
| 8      | Jugoslávie (YUG)               | 0     | 1       | 0     | 1       |
| 8      | Maďarsko (HUN)                 | 0     | 1       | 0     | 1       |
| 12     | Švédsko (SWE)                  | 0     | 0       | 2     | 2       |
| 13     | Československo (TCH)           | 0     | 0       | 1     | 1       |
| 13     | Francie (FRA)                  | 0     | 0       | 1     | 1       |
| 13     | Pákistán (PAK)                 | 0     | 0       | 1     | 1       |
| 13     | Polsko (POL)                   | 0     | 0       | 1     | 1       |
| Celkem | Celkem                         | 16    | 16      | 16    | 48      |